# Thibron tectatus
Thibron tectatus är en insektsart som beskrevs av Günther, K. 1979. Thibron tectatus ingår i släktet Thibron och familjen torngräshoppor. Inga underarter finns listade i Catalogue of Life.